# Theudebald
Theudebald sau Theodebald (în limba engleză, Theobald; în limba franceză, Thibaud sau Théodebald; în limba germană, Theudowald) (n. 534 d.Hr. – d. 555 d.Hr.), fiul lui Theudebert I și al Deuteriei, a fost regele orașelor Metz, Rheims, sau al Austrasiei—cum s-a mai numit domeniul său—din 547 sau 548 până în 555. 

## Biografie
La urcarea pe tron avea doar treisprezece ani și era bolnav. Loialitatea nobililor față de tatăl său a păstrat totuși pacea în timpul minorității sale. S-a căsătorit cu Waldrada, fiica regelui lombard Wacho și sora sa vitregă (fiica celei de-a doua soții a tatălui său). Această căsătorie a întărit alianța dintre Austrasia și Lombardia.
În orice caz, Theudebald nu a reușit să păstreze cuceririle tatălui său din nordul Italiei. Împăratul bizantin Iustinian I a trimis în 552 o armată sub conducerea lui Narses, și, asemenea tatălui său înaintea sa, Theudebald a evitat o confruntare directă. 
După o boală prelungită, a murit în 555, fără moștenitori. Regatul a trecut atunci în mâinile lui Clotaire I, care a devenit în curând rege al tuturor francilor. 